# Rolf Sauer
Rolf Sauer (* 19. September 1939 in Hamburg) ist ein deutscher Onkologe und Strahlentherapeut.

## Leben
Sauer schloss sein Studium der Medizin in Hamburg und Wien 1963 ab. In Hamburg promovierte er auch. Als Stabsarzt war er ein Jahr bei der Bundeswehr, anschließend als wissenschaftlicher Assistent am Institut für Physiologie der Universität Basel. In Basel absolvierte er seine Weiterbildung zum Facharzt für Radiologie und habilitierte sich 1976 mit einer Arbeit über Dosisleistungseffekte an der pluripotenten hämatopoetischen Stammzelle der Maus.
1977 wurde Sauer an der Universität Erlangen Inhaber des ersten Lehrstuhls für Strahlentherapie in Bayern, des vierten in Deutschland. 1996 übernahm er die Funktion des ärztlichen Direktors des Universitätsklinikums Erlangen. Sein Nachfolger in dieser Position wurde 2006 Werner Bautz. 2008 wurde Sauer emeritiert.
Sauer ist verheiratet und hat drei Kinder.

## Wirken
Sauer hat sich um die Radioonkologie in Deutschland verdient gemacht. Er gründete das Erlanger Tumorzentrum, dessen Vorsitzender er bis 1992 war. Von 1979 bis 1989 war er Mitglied des Protocol Review Committees „Vergleichende Therapiestudien im Bereich bösartiger Neubildungen“ des Bundesministeriums für Forschung und Technologie, von 1989 bis 1993 Mitglied und 1993 bis 1998 Vorsitzender des Protocol Review Committees der Deutschen Krebsgesellschaft. 1981 initiierte Sauer für die Bundesrepublik Deutschland ein flächendeckendes Weiterbildungsprogramm in Radioonkologie für Ärzte in Weiterbildung. 1987 gründete er die Arbeitsgruppe für klinische Krebsforschung der Arbeitsgemeinschaft Radiologische Onkologie der Deutschen Krebsgesellschaft (ARO) und 1989 die Arbeitsgemeinschaft Radioonkologie in der Bayerischen Röntgengesellschaft. 1993 wurde Sauer verantwortlicher Schriftleiter der wissenschaftlichen Fachzeitschrift Strahlentherapie und Onkologie.
Sauers wissenschaftliche Arbeiten brachten wesentliche Fortschritte auf dem Gebiet der brusterhaltenden Therapie des Mammakarzinoms, der organerhaltenden Strahlentherapie des fortgeschrittenen Blasenkarzinoms und der neoadjuvanten Therapie (Radiochemotherapie) beim Analkanalkarzinom und Rektumkarzinom.
Sauer ist – gemeinsam mit Günter Kauffmann und Wolfgang Weber – Herausgeber des 2011 in 4. Auflage erschienenen Lehrbuchs Radiologie.

## Auszeichnungen (Auswahl)
- 1977 Jubiläumspreis der Schweizerischen Gesellschaft für Radiologie und Nuklearmedizin
- 2001 Mitglied der Deutschen Akademie der Naturforscher Leopoldina[2]
- 2002 Bundesverdienstkreuz 1. Klasse
- 2004 Deutscher Krebspreis (klinischer Teil)[3]
- 2005/2006 Johann-Georg-Zimmermann-Medaille[4]
- 2007 Röntgen-Plakette[5]
- 2013 Karl-Heinrich-Bauer-Medaille